# سیارک ۲۰۴۷۶
سیارک ۲۰۴۷۶ (به انگلیسی: 20476 Chanarich، نامگذاری:1999NH12) بیست هزار و چهارصد و هفتاد و ششمین سیارک کشف شده‌است که در ۱۳ ژوئیه ۱۹۹۹ کشف شد.
قدر مطلق سیارک برابر ۸٫۹ است.